# سیلیکن وادی

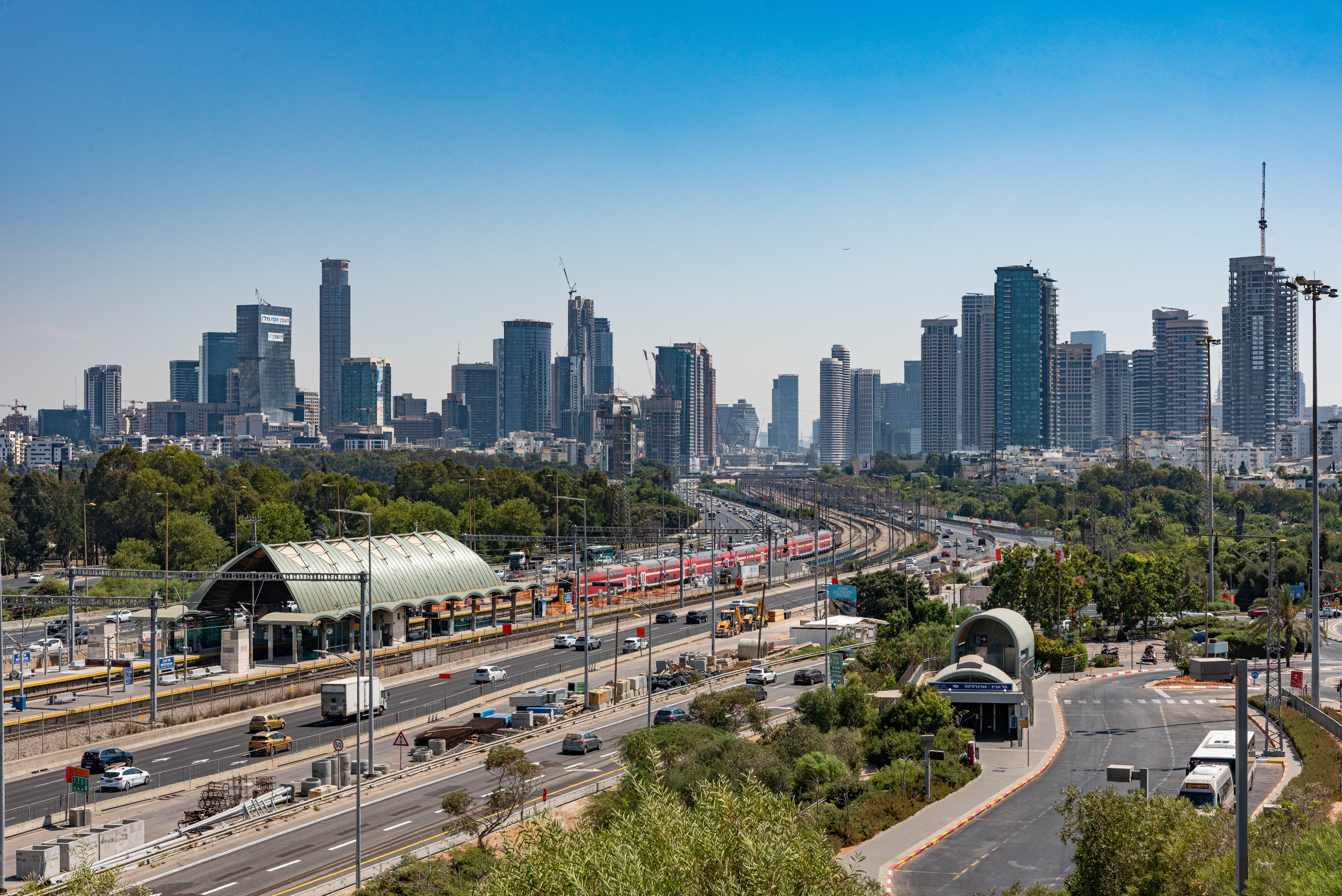

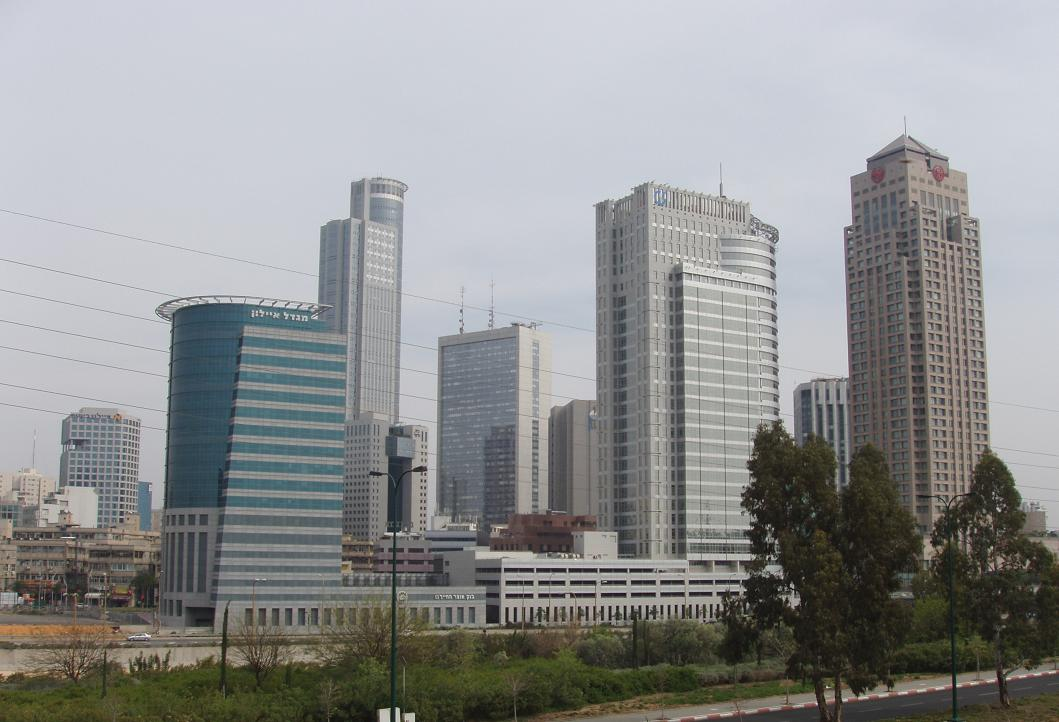
، رمت گن

سیلیکن وادی (عبری: סיליקון ואדי‎) منطقه‌ای با تمرکز بالای صنایع بالافن در دشت ساحلی اسرائیل، شبیه به دره سیلیکون در کالیفرنیا در ایالات متحده آمریکا است. این منطقه بخش زیادی از این کشور را پوشش می‌دهد اگر چه تمرکز بالای فناوری پیشرفته، صنعت را می‌توان در اطراف تل‌آویو از جمله خوشه‌های کوچک در اطراف شهرهای رعانانا، پتخ تیکوا، هرتزلیا، نتانیا شهرستان رخووت و همسایه آن ریشون لتسیون مشاهده کرد. علاوه بر این، خوشه‌های فناوری را می‌توان در حیفا و قیصریه نیز یافت. اخیر موسسات بالافنی در اورشلیم و در شهرهایی مانند یقنعم و ارپورت سیتی، نخستین شهر خصوصی اسرائیل ایجاد شده‌اند. اسرائیل به عنوان «ملت استارت‌آپ»  به معنی کشور راه انداز و نوپا در جهان شناخته شده است. اسرائیل از نظر تعداد استارت‌آپ‌ها در سطح منطقه‌ای، در جایگاه سوم جهان قرار دارد و از نظر تعداد استارت‌آپ به ازای هر نفر، دارای بالاترین نرخ در جهان است.

## ریشه نام
اصطلاح « سیلیکن وادی» (Silicon Wadi) یک نام طنزآمیز است که از منطقه‌ای با فناوری پیشرفته در ایالات متحده به نام «سیلیکن ولی» (Silicon Valley) الهام گرفته شده است. سیلیکن ولی در ایالت کالیفرنیا قرار دارد. واژهٔ «وادی» از زبان عربی و از کلمهٔ «واد» گرفته شده است که به معنای «دره» می‌باشد.

## تاریخچه
شرکت‌های فناوری پیشرفته اسرائیلی در اصل از دههٔ ۱۹۶۰ شروع به شکل‌گیری کردند. در سال ۱۹۶۱ شرکت ECI Telecom تأسیس شد و در سال ۱۹۶۲ شرکت‌های تادیـران (Tadiran) و صنایع الکترونیکی الرون (Elron Electronic Industries) راه‌اندازی شدند؛ شرکتی که بسیاری از آن به‌عنوان «فیرچایلد اسرائیل» یاد می‌کنند. تعداد شرکت‌هایی که به موفقیت بین‌المللی دست یافتند به‌تدریج افزایش یافت و تا اوایل دههٔ ۱۹۹۰ هر سال تنها یکی دو شرکت جدید به موفقیت می‌رسیدند. شرکت موتورولا نخستین شرکت آمریکایی بود که در سال ۱۹۶۴ یک واحد تحقیق و توسعه (R&D) در اسرائیل راه‌اندازی کرد. این مرکز در ابتدا محصولات بی‌سیم از جمله سیستم‌های آبیاری از راه دور را توسعه داد و بعدها تراشه‌های پیشرفته‌ای مانند 68030 را تولید کرد. پس از تحریم تسلیحاتی فرانسه در سال ۱۹۶۷، اسرائیل مجبور شد صنایع نظامی داخلی خود را توسعه دهد و تمرکز خود را بر ایجاد برتری تکنولوژیک نسبت به همسایگانش بگذارد. برخی از این شرکت‌های نظامی شروع به جست‌وجو و توسعهٔ کاربردهای غیرنظامی فناوری‌های نظامی کردند. در دههٔ ۱۹۷۰ نوآوری‌های تجاری بیشتری آغاز شد که بسیاری از آن‌ها بر اساس تحقیقات و توسعه‌های نظامی بودند، از جمله: سیستم‌های چاپ دیجیتال Scitex که بر پایهٔ درام‌های چرخان پرسرعت از سامانه‌های جنگ الکترونیک توسعه یافته بودند، و همچنین شرکت Elscint که تصویربرداری پزشکی نوآورانه‌ای را توسعه داد و به یکی از نیروهای پیشرو در بازار خود تبدیل شد.
شرکت‌های فناوری پیشرفته در این دوره همچنان با چالش‌هایی در زمینه بازاریابی مواجه بودند و بسیاری از محصولات، مانند یک مینی‌کامپیوتر که در دههٔ ۱۹۷۰ توسط شرکت البیت (Elbit) توسعه یافته بود، نتوانستند به‌طور موفقیت‌آمیزی تجاری‌سازی شوند. در دههٔ ۱۹۷۰، شرکت‌های اینتل (Intel) و آی‌بی‌ام (IBM) هر دو دفاتری را در اسرائیل افتتاح کردند؛ آی‌بی‌ام در سال ۱۹۷۲ و اینتل در سال ۱۹۷۴ فعالیت خود را در این کشور آغاز کردند.

### نقش در بازار جهانی نرم افزار
به‌تدریج، صنعت جهانی رایانه تمرکز خود را از سخت‌افزار – حوزه‌ای که اسرائیل در آن مزیت نسبی نداشت – به سمت محصولات نرم‌افزاری سوق داد؛ حوزه‌ای که سرمایه انسانی نقش کلیدی‌تری در آن ایفا می‌کند. اسرائیل به یکی از نخستین کشورهایی تبدیل شد که وارد رقابت در بازار جهانی نرم‌افزار شد. تا دههٔ ۱۹۸۰، مجموعه‌ای متنوع از شرکت‌های نرم‌افزاری در این کشور شکل گرفتند. هر یک از این شرکت‌ها در حوزه‌هایی تخصص یافتند که تحت سلطهٔ شرکت‌های آمریکایی نبود. بین سال‌های ۱۹۸۴ تا ۱۹۹۱، صادرات «خالص» نرم‌افزار از ۵ میلیون دلار به ۱۱۰ میلیون دلار افزایش یافت. بسیاری از ایده‌های مهمی که در این دوره توسعه یافتند، توسط فارغ‌التحصیلان واحد رایانه‌ای ارتش اسرائیل (مامرام) ایجاد شدند؛ واحدی که در دههٔ ۱۹۶۰ توسط ارتش دفاعی اسرائیل (IDF) تأسیس شده بود.
در دههٔ ۱۹۸۰ و اوایل دههٔ ۱۹۹۰، چندین شرکت نرم‌افزاری موفق در اسرائیل پدیدار شدند که برخی از آن‌ها بعدها به بازیگران مهمی در بازار جهانی تبدیل شدند. این شرکت‌ها عبارت‌اند از:
- Amdocs (تأسیس در ۱۹۸۲ با نام اولیه Aurec Information)
- Cimatron (تأسیس در ۱۹۸۲)
- Magic Software Enterprises (تأسیس در ۱۹۸۳)
- Comverse (تأسیس در ۱۹۸۳ با نام Efrat Future Technologies)
- Aladdin Knowledge Systems (تأسیس در ۱۹۸۵)
- NICE Systems (تأسیس در ۱۹۸۶)
- Mercury Interactive (تأسیس در ۱۹۸۹)
- Check Point Software Technologies (تأسیس در ۱۹۹۳)

این شرکت‌ها نقش مهمی در تثبیت موقعیت اسرائیل به‌عنوان یک قطب نوآوری نرم‌افزاری در سطح جهانی ایفا کردند.
دههٔ ۱۹۹۰ شاهد جهش واقعی صنایع فناوری پیشرفته در اسرائیل بود. در این دوران، توجه رسانه‌های بین‌المللی به نوآوری‌های این کشور افزایش یافت و باعث شد آگاهی جهانی نسبت به پیشرفت‌های فناورانه اسرائیل بیشتر شود. رشد اقتصادی شدت گرفت و ورود موج جدیدی از مهاجران از اتحاد جماهیر شوروی سابق، نیروی کار ماهر در حوزهٔ فناوری را به‌طور چشمگیری افزایش داد. بسیاری از این مهاجران از سطح تحصیلات و مهارت‌های فنی بالایی برخوردار بودند که موجب تقویت کارآفرینی، مراکز پژوهشی و دانشگاه‌های اسرائیل شد. توافق‌نامه‌های صلح، از جمله توافق‌نامه اسلو در سال ۱۹۹۳، نیز به بهبود فضای سرمایه‌گذاری کمک کردند و باعث شدند منطقهٔ « سیلیکن وادی » (Silicon Wadi) به‌تدریج به خوشه‌ای شناخته‌شده در حوزه فناوری پیشرفته تبدیل شود.

### رونق شرکت های اینترنتی و یا رونق دات کام ها
در سال ۱۹۹۸، شرکت اسرائیلی میرابیلیس که برنامه پیام‌رسان فوری ICQ را توسعه داده بود و انقلابی در ارتباطات اینترنتی ایجاد کرد، توسط شرکت آمریکا آنلاین (AOL) با پرداخت ۴۰۷ میلیون دلار نقدی خریداری شد. این خرید تنها ۱۸ ماه پس از تأسیس این شرکت و بدون داشتن هیچ‌گونه درآمدی صورت گرفت. این سرویس رایگان در همان مدت، ۱۵ میلیون کاربر جذب کرد و تا سال ۲۰۰۱، تعداد کاربران ICQ به بیش از ۱۰۰ میلیون نفر در سراسر جهان رسید.
موفقیت شرکت میرابیلیس باعث آغاز رونق دات‌کام در اسرائیل شد؛ بین سال‌های ۱۹۹۸ تا ۲۰۰۱ هزاران شرکت نوپا تأسیس شدند، در حالی که سرمایه‌گذاری خطرپذیر جذب‌شده توسط شرکت‌های اسرائیلی در سال ۱۹۹۹ به ۱٬۸۵۱ میلیون دلار رسید و در سال ۲۰۰۰ به اوج خود یعنی ۳٬۷۰۱ میلیون دلار رسید. در این دوره، بیش از پنجاه شرکت اسرائیلی عرضه اولیه سهام خود را در نزدک (NASDAQ) و سایر بازارهای بین‌المللی انجام دادند.

## سیلیکن وادی در حال حاضر
دولت با ارائه وام‌های کم‌بهره از محل بودجه توسعه خود، از رشد صنعتی حمایت می‌کند. با این حال، محدودیت‌های اصلی صنعت شامل کمبود مواد اولیه داخلی، منابع انرژی محدود، و اندازه کوچک بازار داخلی است. یکی از مزایای قطعی این کشور آن است که بسیاری از فارغ‌التحصیلان دانشگاه‌های اسرائیل احتمال زیادی دارند که به کارآفرینان حوزه فناوری اطلاعات تبدیل شوند یا به استارتاپ‌ها / نوپاها بپیوندند؛ این میزان تقریباً دو برابر فارغ‌التحصیلان دانشگاه‌های آمریکا است، که بیشتر جذب موقعیت‌های مدیریتی در شرکت‌های سنتی می‌شوند. این موضوع را چارلز ای. هالوی، مدیر مشترک مرکز مطالعات کارآفرینی و استاد دانشکده کسب‌وکار دانشگاه استنفورد بیان کرده است. برای مثال، ICQ یکی از مشهورترین محصولات نرم‌افزاری اسرائیلی در جهان بود که توسط چهار کارآفرین جوان توسعه یافت. شرکت IBM نیز تیم مهندسی کشف محتوای IBM را در اورشلیم دارد که بخشی از چندین آزمایشگاه تحقیق و توسعه IBM در اسرائیل است.
تل‌آویو یک قطب جهانی نوآوری است و شرکت‌های بین‌المللی متعددی از جمله فولکس‌واگن، هیوندای، ویزا و سیتی‌بانک مراکز نوآوری خود را در منطقه تل‌آویو راه‌اندازی کرده‌اند. دانشگاه تل‌آویو در سال ۲۰۲۳ یک مرکز تجمیع نوآوری راه‌اندازی کرد. همچنین شرکت‌های سمپو (Sampo)، جگوار و آمازون نیز مراکز نوآوری خود را راه‌اندازی کرده‌اند یا در حال راه‌اندازی هستند. سرمایه‌گذاری در استارتاپ‌های / نوپاهای اسرائیلی در سال ۲۰۲۳ معادل ۷ میلیارد دلار بوده است.
اسرائیل از نظر تعداد استارت‌آپ‌ها در سطح منطقه‌ای در جایگاه سوم جهان قرار دارد و از نظر تعداد استارت‌آپ به ازای هر نفر، دارای بالاترین نرخ در جهان است.
گرو راد (The RAD Group) که در سال ۱۹۸۱ توسط دو برادر، یهودا و زوهر زیساپل تأسیس شد، به عنوان "بارورترین بستر برای پرورش کارآفرینان اسرائیلی" شناخته می‌شود، چرا که ۵۶ کارآفرین زنجیره‌ای از این گروه برخاسته‌اند که هر یک بیش از یک استارتاپ تأسیس کرده‌اند. فارغ‌التحصیلان گرو راد (The RAD Group)  مسئول راه‌اندازی مجموعاً ۱۱۱ ابتکار مهم در حوزه فناوری پیشرفته بوده‌اند.
مرکز محاسبات کوانتومی اسرائیل نخستین مرکز محاسبات کوانتومی بود که چندین رایانه کوانتومی با انواع مختلف کیوبیت را در خود جای داده است. این مرکز در ژوئن ۲۰۲۴ در دانشگاه تل‌آویو افتتاح شد.
بر اساس گفته‌ی آویو زئیوی، تا  به سال ۲۰۲۴ حدود ۳۰ استارتاپ فعال در حوزه کوانتوم در اسرائیل مشغول به کار هستند.
تا اواسط سال ۲۰۲۱، تعداد ۲۹ یونیکورن (شرکت‌هایی با ارزش بیش از یک میلیارد دلار) توسط کارآفرینان اسرائیلی تأسیس شده‌اند. رشد سریع و گسترش استارتاپ‌های اسرائیلی باعث شده که از اسرائیل با عنوان "ملت اسکیل‌آپ و یا ملت مقیاس پذیر " (The Scaleup Nation) یاد شود. در مجموع، تعداد ۷۱ یونیکورن که توسط اسرائیلی‌ها بنیان‌گذاری شده‌اند (صرف‌نظر از محل استقرار دفتر مرکزی آن‌ها)، به ثبت رسیده است.

## مراکز
به‌دلیل کوچک بودن مساحت اسرائیل، تمرکز شرکت‌های فناوری پیشرفته در سراسر بخش بزرگی از کشور به اندازه‌ای است که می‌توان از آن به‌عنوان یک خوشه بزرگ واحد یاد کرد.  بیشتر فعالیت‌ها در مناطق پرجمعیت مانند کلان‌شهر تل‌آویو، حیفا (پارک فناوری ماتام) و اورشلیم (پارک فناوری، محله ملخا، هار حوتسفیم و ربع رسانه‌ای JVP در منطقه تالپیوت) متمرکز هستند. همچنین در منطقه یقنعم نیز اکوسیستم استارتاپ ویلِیج فعال است. علاوه بر این‌ها، برخی مناطق فرعی مانند مسیر منتهی به بئرشبع (از جمله کریات گت) و جلیل غربی نیز فعالیت‌هایی در این زمینه دارند. در مجموع، این منطقه بیش از ۶۰۰۰ کیلومتر مربع مساحت ندارد، که نصف وسعت جغرافیایی سیلیکون‌ولی توسعه‌یافته در ایالات متحده است.

## اقتصاد
در سال ۲۰۰۶، بیش از ۳٬۰۰۰ استارتاپ در اسرائیل تأسیس شد؛ رقمی که پس از ایالات متحده در رتبه دوم جهان قرار دارد. در سال ۱۹۹۸، مجله نیوزویک نیز شهر تل‌آویو را در فهرست ده شهر برتر فناوری پیشرفته داغ (Hot High-Tech Cities) در جهان قرار داده است. همچنین در سال ۲۰۱۲، این شهر به‌عنوان یکی از بهترین مکان‌ها برای شرکت‌های نوپای حوزه فناوری پیشرفته شناخته شد و پس از همتای خود در کالیفرنیا، در رتبه دوم قرار گرفت.
یک خوشه از شرکت‌های نرم‌افزاری که با درآمدزایی از طریق نرم‌افزارهای رایگان دانلودی فعالیت می‌کنند — معمولاً از طریق نرم‌افزارهای تبلیغاتی (adware) یا تغییر در سیستم کاربران — با عنوان «دره دانلود / بارگیری » (Download Valley) شناخته می‌شود.

## صنعت سرمایه گذاری خطرپذیر پذیر اسرائیل
منشأ صنعت پررونق سرمایه‌گذاری خطرپذیر اسرائیل به یک برنامه دولتی به نام "یوزما" (به‌معنای "ابتکار" به زبان عبری) در سال ۱۹۹۳ بازمی‌گردد که با بودجه‌ای معادل ۱۰۰ میلیون دلار راه‌اندازی شد. این برنامه با ارائه مشوق‌های مالیاتی جذاب به سرمایه‌گذاران خارجی در حوزه سرمایه‌گذاری خطرپذیر در اسرائیل، و همچنین با دو برابر کردن سرمایه‌گذاری‌ها از طریق منابع دولتی، سرمایه‌گذاری را تشویق می‌کرد. در نتیجه، بین سال‌های ۱۹۹۱ تا ۲۰۰۰، میزان سرمایه‌گذاری سالانه خطرپذیر در اسرائیل — که تقریباً تماماً خصوصی بود — تقریباً ۶۰ برابر افزایش یافت؛ از ۵۸ میلیون دلار به ۳.۳ میلیارد دلار رسید. تعداد شرکت‌هایی که با پشتیبانی صندوق‌های سرمایه‌گذاری خطرپذیر اسرائیلی راه‌اندازی شدند از ۱۰۰ به ۸۰۰ رسید. همچنین درآمدهای حوزه فناوری اطلاعات اسرائیل از ۱.۶ میلیارد دلار به ۱۲.۵ میلیارد دلار افزایش یافت. تا سال ۱۹۹۹، اسرائیل از نظر سرمایه‌گذاری خصوصی نسبت به تولید ناخالص داخلی پس از ایالات متحده در رتبه دوم جهان قرار داشت و از نظر سهم رشد اقتصادی ناشی از طرح‌های فناوری پیشرفته با ۷۰ درصد، در رتبه اول جهان قرار گرفت.
صنعت سرمایه‌گذاری مخاطره‌پذیر پررونق اسرائیل نقش مهمی در تأمین مالی و سرمایه‌گذاری در  وادی سیلیکن  ایفا کرده است. بحران مالی سال ۲۰۰۸ بر دسترسی به سرمایه‌گذاری مخاطره‌پذیر در داخل کشور تأثیر گذاشت. در سال ۲۰۰۹، در بازار اسرائیل ۶۳ مورد ادغام و تملک انجام شد که مجموع آن‌ها ارزشی معادل ۲.۵۴ میلیارد دلار داشت؛ این رقم ۷٪ کمتر از سطح سال ۲۰۰۸ (۲.۷۴ میلیارد دلار) بود، زمانی که ۸۲ شرکت اسرائیلی ادغام یا خریداری شدند، و ۳۳٪ کمتر از درآمد سال ۲۰۰۷ (۳.۷۹ میلیارد دلار) که در آن ۸۷ شرکت اسرائیلی ادغام یا تملک شده بودند. تعداد زیادی از شرکت‌های فناوری پیشرفته اسرائیلی به دلیل ارائه فناوری‌های سودمحور و همچنین نیروی انسانی قابل اعتماد و با کیفیت، توسط شرکت‌های چندملیتی جهانی خریداری شده‌اند. خرید شرکت اسرائیلی Mellanox به ارزش ۶.۹ میلیارد دلار توسط شرکت Nvidia در ماه مارس، یکی از بزرگ‌ترین معاملات ادغام و تملک سال ۲۰۱۹ محسوب می‌شود. به طور کلی، استارتاپ‌های اسرائیلی آن‌قدر جذاب شده‌اند که شرکت‌های آمریکایی بیشتر از دیگران تمایل به خرید آن‌ها دارند: در سال ۲۰۱۸، نیمی از تمامی معاملات مربوط به شرکت‌های آمریکایی بود. از این رو، اسرائیل به مرور به "فروشنده خالص" تبدیل شد.
صنعت سرمایه‌گذاری خطرپذیر اسرائیل حدود ۷۰ صندوق سرمایه‌گذاری خطرپذیر فعال دارد که از این تعداد، ۱۴ صندوق بین‌المللی دارای دفاتر در اسرائیل هستند. علاوه بر این، حدود ۲۲۰ صندوق بین‌المللی دیگر نیز وجود دارند، از جمله Polaris Venture Partners، Accel Partners و Greylock Partners، که اگرچه شعبه‌ای در اسرائیل ندارند، اما از طریق متخصصان داخلی به‌طور فعال در اسرائیل سرمایه‌گذاری می‌کنند.
در سال ۲۰۰۹، بخش علوم زیستی با جذب ۲۷۲ میلیون دلار معادل ۲۴٪ از کل سرمایه جذب‌شده، پیشتاز بازار بود. پس از آن، بخش نرم‌افزار با ۲۵۸ میلیون دلار معادل ۲۳٪، بخش ارتباطات با ۲۱۹ میلیون دلار معادل ۲۰٪، و بخش اینترنت با ۱۳٪ از سرمایه جذب‌شده در سال ۲۰۰۹ در رتبه‌های بعدی قرار گرفتند.

## شرکت های فناوری چند ملیتی که در اسرائیل فعال هستند
تا سال ۲۰۱۰، بیش از ۳۵٬۰۰۰ نیروی کار اسرائیلی در مراکز مختلف تحقیق و توسعه (R&D) که توسط شرکت‌های چندملیتی در سراسر اسرائیل اداره می‌شوند، مشغول به کار بودند. در سال‌های اخیر، شرکت‌ها و سرمایه‌گذاران چندملیتی آسیای شرقی – به‌ویژه از چین – به‌طور فعال در اسرائیل سرمایه‌گذاری کرده و دفاتری افتتاح کرده‌اند. از جمله شرکت‌های بزرگ فناوری چینی که وارد بازار اسرائیل شده‌اند می‌توان به Alibaba (علی‌بابا)، Baidu (بایدو)، Tencent (تنسنت) و Kuang-Chi (کوانگ‌چی) اشاره کرد. در مجموع، حدود ۶۰ مرکز تحقیق و توسعه خارجی در اسرائیل فعال هستند که در حوزه‌های متنوعی فعالیت می‌کنند، از جمله: زیست‌فناوری، مواد شیمیایی، ماشین‌آلات صنعتی، تجهیزات ارتباطی، ابزارهای علمی، تجهیزات پزشکی، ذخیره‌سازی فلش مموری، قطعات سخت‌افزاری رایانه، نرم‌افزار، نیمه‌رساناها و فناوری‌های اینترنتی. این مراکز نشان‌دهنده جذابیت بالای بازار فناوری اسرائیل برای شرکت‌های جهانی هستند، به‌ویژه در زمینه‌های نوآوری، نیروی انسانی متخصص و دستاوردهای علمی.